# Lone Oak (Texas)
Lone Oak è un centro abitato degli Stati Uniti d'America situato nella contea di Hunt dello Stato del Texas.
La popolazione era di 598 persone al censimento del 2010.

## Geografia fisica
Lone Oak è situata a 32°59′45″N 95°56′28″W (32.995939, -95.940987).
Secondo lo United States Census Bureau, la città ha un'area totale di 0,8 miglia quadrate (2,1 km²).

## Società

### Evoluzione demografica
Secondo il censimento del 2000, c'erano 598 persone, 195 nuclei familiari e 138 famiglie residenti nella città. La densità di popolazione era di 653,5 persone per miglio quadrato (251,4/km²). C'erano 234 unità abitative a una densità media di 293,5 per miglio quadrato (112,9/km²). La composizione etnica della città era formata dal 94,43% di bianchi, il 3,07% di afroamericani, lo 0,19% di nativi americani, lo 0,19% di asiatici, l'1,54% di altre razze, e lo 0,58% di due o più etnie. Ispanici o latinos di qualunque razza erano il 3,84% della popolazione.
C'erano 195 nuclei familiari di cui il 32,8% aveva figli di età inferiore ai 18 anni, il 54,9% aveva coppie sposate conviventi, l'8,7% aveva un capofamiglia femmina senza marito, e il 29,2% erano non-famiglie. Il 25,1% di tutti i nuclei familiari erano individuali e il 14,4% aveva componenti con un'età di 65 anni o più che vivevano da soli. Il numero di componenti medio di un nucleo familiare era di 2,67 e quello di una famiglia era di 3,20.
La popolazione era composta dal 29,8% di persone sotto i 18 anni, il 7,3% di persone dai 18 ai 24 anni, il 28,2% di persone dai 25 ai 44 anni, il 21,3% di persone dai 45 ai 64 anni, e il 13,4% di persone di 65 anni o più. L'età media era di 35 anni. Per ogni 100 femmine c'erano 95,1 maschi. Per ogni 100 femmine dai 18 anni in giù, c'erano 94,7 maschi.
Il reddito medio di un nucleo familiare era di 31.875 dollari e quello di una famiglia era di 43.000 dollari. I maschi avevano un reddito medio di 24.821 dollari contro i 19.306 dollari delle femmine. Il reddito pro capite era di 15.459 dollari. Circa il 10,4% delle famiglie e il 12,8% della popolazione erano sotto la soglia di povertà, incluso il 13,8% di persone sotto i 18 anni e il 24,2% di persone di 65 anni o più.